# حديث (تواصل)

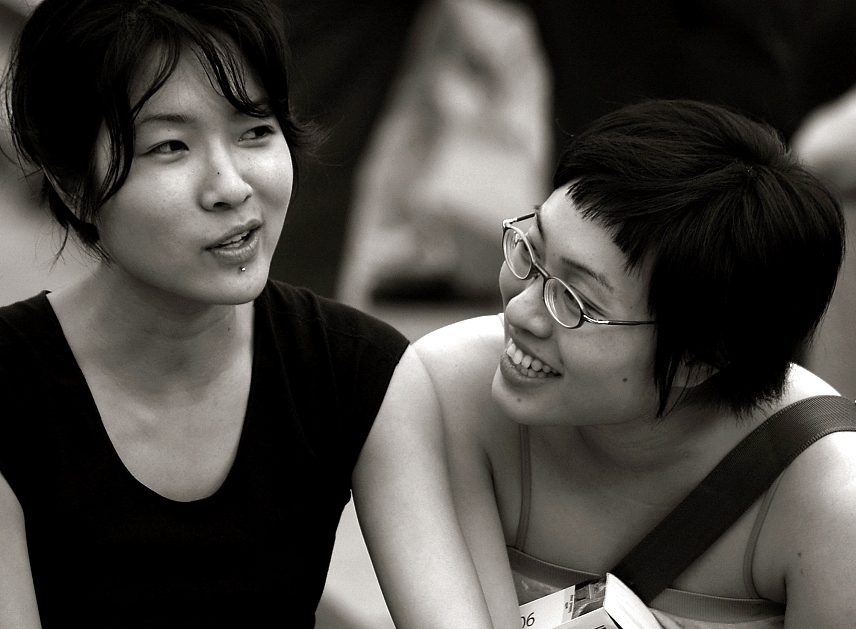
إمرأتان تستخدمان الحديث من أجل التواصل الإنساني

الحديث (بالإنجليزية: Speech)‏ هو وسيلة تواصل صوتي بواسطة الكلمات، هذه الكلمات هي جزء من لغة وهي نظام من الرموز المعقدة ونظام يحتاج لتعلمه كي نستخدمه في حياتنا. يقوم الحديث على العنصر البشري فقط ويقوم أيضاً عند الأنواع الأخرى من الكائنات المنقرضة. مثل : إنسان نياندرتال وإنسان منتصب ، القدرة على الحديث هي العنصر المهم جدا لوظيفة الإنسان في المجتمعو عدم القدرة على الحديث يعد إعاقة.

## وظيفة الحديث في حياة الإنسان
يتيح الحديث إتصال مباشر مع المحيط القريب مثل الحديث بأدوات الاتصال مثل الهاتف.أيضا هو الشكل الاساسي لمعظم اللغات البشرية ( الصورة الأخرى للحديث هي الكتابة.هناك أيضا لغة الإشارة). الحديث هو مركب من أصوات منطوقة بالاحبال الصوتية الموجودة في الحنجرة التي في الحلق. طريقة الحديث في البداية والتي بها يتم إنتاج الكلمات ومن هناك يتم ترجمتها إلى حروف عصبية والتي تشغل سلسلة العضلات التي تخلق الصوت.
يعتبر الصوت موجة هوائية تخلقها الرئة وتمر عبر الاحبال الصوتية. هذه الموجة تخرج من الاحبال الصوتية وباهتزازات التي تعزز جهاز الصوت وغيرها من الاماكن : الحلق، والفم ومجاري الأنف.
عندما بدأ الناس بالتواصل بينهم بواسطة الحديث كان هذا مرحلة من الصوت, لغة الجسد وتعابير الوجه، كان الحديث مركب في الأساس من مقاطع صوتية بسيطة وغيرها من العلامات المناسبة للتعبير. ومع الوقت تطور الحديث لكلمات مختلفة ذات دلالات متنوعة وشرح التعبيرات في كلمات أكثر .